# Zygaena
|  | Per a altres significats, vegeu «Sphyrna». |

Zygaena és un gènere de lepidòpters zigenoïdeus de la família dels zigènids (Zygaenidae). Aquestes petites papallones tenen colors molt elegants i contrastats, generalment negre i escarlata, que ha fet que siguin conegudes amb el nom de gitanes o gitanetes, referint-se als vestits de colors vius de les dones de l'ètnia gitana.
Totes les espècies del gènere són arnes diürnes i petites amb forma que recorda a un borinot o a una vespa. Les zigenes són verinoses, ja que contenen cianur. Els colors vius són una advertència per als possibles depredadors, com aus o rèptils. Això els permet de ser poc esquives i sovint es deixen agafar sense dificultat amb les mans. Quan un depredador provi el desagradable gust d'una Zygaena, els seus colors d'advertència serviran de record per a l'animal, que en el futur evitarà atacar animals amb una morfologia similar. Per tant, les diferents espècies de Zygaena desenvolupen una coloració similar que els hi proporciona una defensa contra els seus depredadors. Aquesta estratègia es coneix com a mimetisme müllerià. L'aspecte més interessant és que l'àcid cianhídric no és adquirit de les seves plantes nutrícies com passa en la majoria d'insectes fitòfags, sinó que és sintetitzat pel mateix animal usant com a matèries primeres els cianoglucòsids linamarina i lotaustralina.

## Taxonomia
- Z. carniolica
- Z. ephialtes
- Z. fausta - gitana[2]
- Z. filipendulae - gitana o gitaneta
- Z. graslini
- Z. loti
- Z. minos
- Z. occitanica A la Devesa del Saler hi ha una subespècie anomenada Zygaena occitanica halophila.[3]
- Z. transalpina
- Z. trifolii - menuda
- Z. viciae